# 句子
句子或称语句，指构成语言的基本单位，句子带有语调，大多数语言的句子带有限定动词，按照一定的语法规则组织，具有完整的意义。
按照语言的语法规则，每个句子至少包含主语、谓语和宾语等构成句子的成分（句子成分）。分类上，句子既可按照结构分，也可以按照使用目的分类。句子的停顿、句子与句子则用标点符号连接。

## 按照结构分类
- 简单句
- 并列句
- 复合句
  - 名词性从句：主语从句、宾语从句、表语从句、同位语从句
  - 定语从句
  - 状语从句

## 按使用目的分类
- 陈述句
- 疑问句
  - 反問句
  - 設問句
- 祈使句
- 感叹句